# Sugar Sugar Rune
Sugar Sugar Rune (シュガシュガルーン, Shuga Shuga Rūn) o Sugar² Rune, és una sèrie de manga de noies màgiques japoneses escrita i il·lustrada per Moyoco Anno i publicada a la revista de manga shōjo Nakayoshi de setembre de 2003 a maig de 2007. Kodansha va recopilar els capítols de la sèrie en vuit volums, publicats de setembre de 2003 a maig de 2007.
Sugar Sugar Rune es va adaptar en una sèrie d'anime produïda per Studio Pierrot, que es va emetre a TV Tokyo del 2 de juliol de 2005 al 24 de juny de 2006. Sugar Sugar Rune va guanyar els 29ns Premis Manga de Kodansha en la categoria de manga infantil.

## Història
La història tracta de dos personatges Chocola (pronunciat "Shocola", com al francès) i Vanilla que són joves bruixes del Món Màgic. Són triades per competir a un concurs per esdevenir la Reina del Món Màgic. Encara que són rivals, segueixen sent les millors amigues. La mare de Chocola guanyà el concurs anterior, però a causa dels ogres, fou la mare de Vanilla qui es convertí en reina. Chocola està a ara determinada a guanyar el concurs, i ser l'"estrela més brillant" (Una Radiant Reina de la Llum) en nom de la seua mare. Per tal de guanyar el concurs, les bruixes han de disfressar-se elles mateixes com a éssers humans i competir per robar els més "cors" d'humans possibles (en realitat, són emocions cristal·litzades). Amb l'ajuda de Rockin' Robin, el seu mentor i tutor, i dos familiars, la competició començarà per veure qui serà la pròxima reina.
Tanmateix, els problemes comencen en el camí de les dues candidates a reina amb Pierre, un xic fred i misteriós, que guanya el cor de Chocola i comença a usar-les tant a ella com a Vanilla pel seu propi benefici. Ara, totes dues atrapades dins de les seves pròpies metes, les dues bruixes han de lluitar a través del seu camí i mantenir una amistat que cap màgia pot vèncer.